# 19 tháng 2
Ngày 19 tháng 2 là ngày thứ 50 trong lịch Gregory. Còn 315 ngày trong năm (316 ngày trong năm nhuận).

## Sự kiện
- 1197 – Hoàng đế La Mã Septimius Severus đánh bại Clodius Albinus trong trận chiến tại Lugdunum (Lyon ngày nay), trận đánh đẫm máu nhất giữa quân đội La Mã với nhau.
- 1356 – Hoàng đế Constantius II ban một chiếu chỉ lệnh đóng cửa toàn bộ đền thờ Pagan giáo trong Đế quốc La Mã.
- 1594 – Quốc vương Zygmunt III Waza của Liên bang Ba Lan và Lietuva đăng quang quốc vương của Thụy Điển, kế vị cha ông là Johan III.
- 1674 – Anh và Hà Lan ký kết Hiệp định Westminster, kết thúc Chiến tranh Anh-Hà Lan lần thứ ba, một điều khoản trong hiệp định là chuyển giao thuộc địa Tân Amsterdam của Hà Lan cho Anh, và khu vực được đổi tên thành New York sau đó.
- 1807 – Cựu Phó Tổng thống Hoa Kỳ Aaron Burr bị bắt giữ tại Wakefield, Alabama vì tội phản quốc.
- 1811 – Trận Gebora giữa Tây Ban Nha và Pháp.
- 1846 – Tại Austin, chính phủ bang Texas mới thành lập chính thức nhậm chức. Chính phủ Cộng hòa Texas chính thức chuyển giao quyền lực cho chính phủ bang Texas sau sự kiện Hoa Kỳ sáp nhập Texas.
- 1861 – Giai cấp nông nô bị bãi bỏ tại Nga.
- 1878 – Thomas Edison được cấp bằng sáng chế cho máy hát đĩa.
- 1942 – Không quân Nhật Bản oanh tạc thành phố Darwin, Úc, biến cố này thường được gọi là "Trân Châu Cảng của Úc", lần đầu tiên nước Úc bị một quốc gia khác tấn công và là một sự kiện quan trọng trên chiến trường Thái Bình Dương trong Chiến tranh thế giới thứ hai.
- 1943 – Chiến tranh thế giới thứ hai: Trận đèo Kasserine tại Tunisia bắt đầu.
- 1945 – Chiến tranh thế giới thứ hai: Khoảng 30.000 thủy quân lục chiến Hoa Kỳ đổ bộ lên đảo Io, chiến đấu với quân đội Nhật Bản đồn trú trên đảo.
- 1949 – Nhà thơ Ezra Pound được trao giải thưởng Bollingen đầu tiên bởi Quỹ Bollingen và Đại học Yale.
- 1959 – Anh Quốc trao quyền độc lập cho Síp, tuyên bố chính thức được thực hiện vào ngày 16 tháng 8 năm 1960.
- 1965 – Tướng Lâm Văn Phát và Đại tá Phạm Ngọc Thảo tiến hành đảo chính bất thành tại Việt Nam Cộng hòa.
- 1986 – Trạm vũ trụ Hòa Bình của Liên Xô được phóng thành công lên không gian, trạm hoạt động cho đến năm 2001.

## Ngày sinh
- 703 – An Lộc Sơn, tướng nhà Đường và là người cầm đầu loạn An Sử nổi tiếng trong lịch sử Trung Quốc (m. 757)
- 1281 – Trần Quốc Chẩn, nhà quý tộc, đại thần và tướng lĩnh quân sự Việt Nam (m. 1328)
- 1473 – Nicolaus Copernicus, nhà toán học và thiên văn học người Ba Lan (m. 1543)
- 1630 – Shivaji, hoàng đế Ấn Độ (m. 1680)
- 1743 – Luigi Boccherini, nghệ sĩ violon và nhà soạn nhạc người Ý (m. 1805)
- 1817 – Willem III, quốc vương của Hà Lan, đại công tước của Luxembourg (m. 1890)
- 1833 – Élie Ducommun, nhà báo người Thụy Sĩ, đoạt Giải Nobel Hòa bình (m. 1906)
- 1859 – Svante Arrhenius, nhà hóa học người Thụy Điển, đoạt Giải Nobel hóa học (m. 1927)
- 1864 – Đồng Khánh, vua nhà Nguyễn (m. 1889).
- 1880 – Álvaro Obregón Salido, chính trị gia người Mexico, Tổng thống thứ 39 của Mexico (m. 1928)
- 1896 – André Breton, nhà thơ người Pháp (m. 1966)
- 1924 – David Ionovich Bronstein, vận động viên cờ vua người Liên Xô-Ukraina (m. 2006)
- 1940 – Saparmurat Atayevich Niyazov, kỹ sư và chính trị gia người Liên Xô-Turkmen, tổng thống đầu tiên của Turkmenistan (m. 2006)
- 1944 – Nhạc sĩ, ảo thuật gia Nguyễn Trung Khuyến
- 1946 – Fujioka Kunihiro, diễn viên người Nhật Bản
- 1952 – Murakami Ryu, tác gia người Nhật Bản
- 1953 – Cristina Fernández de Kirchner, chính trị gia người Argentinia, tổng thống thứ 55 của Argentina
- 1954 – Sócrates, cầu thủ bóng đá người Brasil (m. 2011)
- 1956 – Roderick MacKinnon, nhà sinh vật học người Mỹ, đoạt Giải Nobel hóa học
- 1957 – Falco, ca sĩ người Áo (m. 1998)
- 1960 – Hoàng tử Andrew, thành viên vương thất các Vương quốc Khối thịnh vượng chung
- 1961 – Justin Fashanu, cầu thủ bóng đá người Anh (m. 1998)
- 1966 – Enzo Scifo, cầu thủ bóng đá người Bỉ
- 1974 – Phan Thị Minh Khai, diễn viên, người dẫn chương trình Đức gốc Việt
- 1977 – Gianluca Zambrotta, cầu thủ bóng đá người Ý
- 1979 – Romina Belluscio, người dẫn chương trình truyền hình người Argentina
- 1980 – Mã Lâm, cầu thủ bóng bàn người Trung Quốc
- 1981 – 
  - Vitas, nhạc sĩ, ca sĩ người Nga
  - Quế Trân, nghệ sĩ cải lương người Việt Nam
- 1983 – Nakashima Mika, ca sĩ và diễn viên người Nhật Bản
- 1985 – Haylie Duff, diễn viên và ca sĩ người Mỹ
- 1986
  - Kadena Reon, người mẫu và diễn viên người Nhật Bản
  - Marta, cầu thủ bóng đá người Brasil
  - Quách Thái Khiết, ca sĩ và diễn viên người Đài Loan
- 1990 - Đỗ Thụy Khanh, nữ nhạc sĩ người Việt Nam
- 1993 – Mauro Icardi, cầu thủ bóng đá người Argentina
- 1997 – Rathavit Kijworalak, ca sĩ và diễn viên người Thái Lan
- 1998 – Kim Jung-woo, ca sĩ người Hàn Quốc
- 2013 – Kim Ju-ae, con gái của Lãnh đạo Triều Tiên Kim Jong-un

## Ngày mất
- 197 – Clodius Albinus, nhân vật chính trị La Mã (s. 150)
- 1553 – Erasmus Reinhold, nhà thiên văn học và toán học người Đức (s. 1511)
- 1709 – Tokugawa Tsunayoshi, Chinh di đại tướng quân người Nhật Bản (s. 1646)
- 1865 – Nguyễn Phúc Hồng Kháng, tước phong Phong Lộc Quận công, hoàng tử con vua Thiệu Trị nhà Nguyễn (s. 1837)
- 1897 – Karl Weierstrass, nhà toán học người Đức (s. 1815)
- 1916 – Ernst Mach, nhà vật lý học và triết gia người Áo-Séc (s. 1838)
- 1929 – Otto Kreß von Kressenstein, tướng lĩnh người Đức (s. 1850)
- 1933 – Lê Hồng Sơn, nhà hoạt động chính trị người Việt Nam (s. 1899)
- 1941 – Jacques Curie, nhà vật lý học người Pháp (s. 1856)
- 1947 – Nguyễn Ngọc Nại, du kích người Việt Nam
- 1951 – André Gide, tác gia người Pháp, đoạt giải Nobel Văn học (s. 1869)
- 1952 – Knut Hamsun, tác gia người Na Uy, đoạt Giải Nobel Văn học (s. 1859)
- 1973 – Joseph Szigeti, nghệ sĩ violon người Hungaria (s. 1892)
- 1975 – Luigi Dallapiccola, nhà soạn nhạc người Ý (s. 1904)
- 1988 – André Frédéric Cournand, bác sĩ và nhà sinh lý học người Pháp-Mỹ, đoạt Giải Nobel Sinh lý học và Y khoa (s. 1895)
- 1988 – René Char, nhà thơ người Pháp (s. 1907)
- 1997 – Đặng Tiểu Bình, chính trị gia người Trung Quốc (s. 1904)
- 2000 – Friedensreich Hundertwasser, họa sĩ người Áo-New Zealand (s. 1928)
- 2005 – Huy Cận, nhà thơ Việt Nam (s. 1919)
- 2013 – Armen Alchian, nhà kinh tế học người Mỹ (s. 1914)
- 2013 – Robert Coleman Richardson, nhà vật lý học người Mỹ, đoạt Giải Nobel Vật lý (s. 1937)
- 2015 – Harper Lee, nhà văn người Mỹ, tác giả cuốn Giết con chim nhại (s. 1926).
- 2015 – Umberto Eco, nhà văn, triết gia, nhà phê bình người Ý, tác giả cuốn Il nome della rosa (s. 1932).
- 2019 – Don Newcombe (s. 1926)
- 2024 - Nguyễn Thu Mai, Á hậu Việt Nam 1988 (s. 1970).

## Những ngày lễ và kỷ niệm
- Ngày Quân đội Mexico
- Ngày Quốc kỳ Turkmenistan